# STS-61-E
STS-61-E seria uma missão da NASA realizada pelo ônibus espacial Columbia. O lançamento estava previsto para 6 de março de 1986, contudo foi cancelada após o desastre do Challenger.

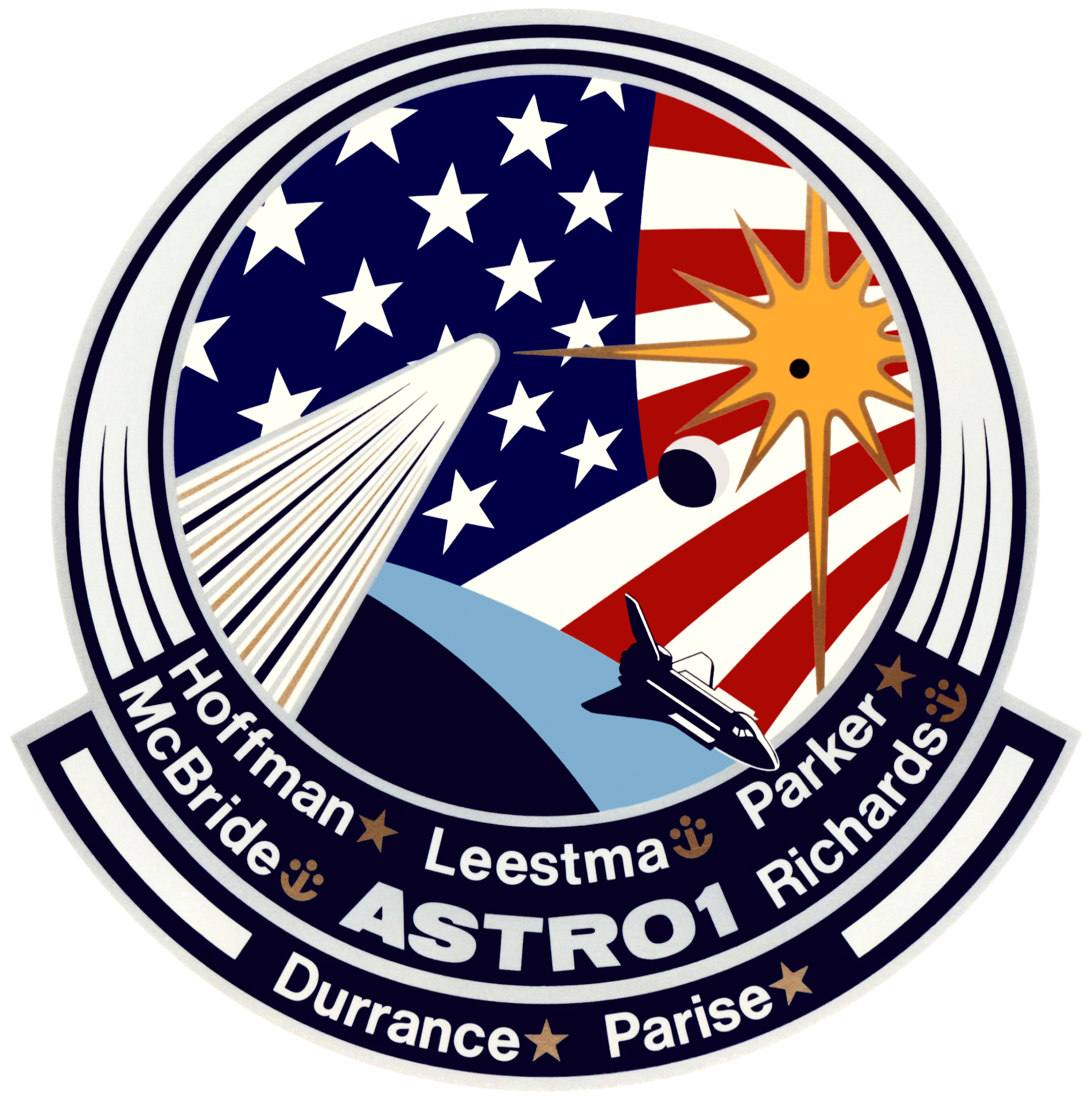
Insignia da missão STS-61-E

## Tripulação
| Comandante               | Jon McBride 2º voo espacial      | Jon McBride 2º voo espacial      | Jon McBride 2º voo espacial      |
| Piloto                   | Richard Richards 1º voo espacial | Richard Richards 1º voo espacial | Richard Richards 1º voo espacial |
| Especialista de missão 1 | David Leestma 2º voo espacial    | David Leestma 2º voo espacial    | David Leestma 2º voo espacial    |
| Especialista de missão 2 | Jeffrey Hoffman 2º voo espacial  | Jeffrey Hoffman 2º voo espacial  | Jeffrey Hoffman 2º voo espacial  |
| Especialista de missão 3 | Robert Parker 2º voo espacial    | Robert Parker 2º voo espacial    | Robert Parker 2º voo espacial    |
| Especialista de carga 1  | Samuel Durrance 1º voo espacial  | Samuel Durrance 1º voo espacial  | Samuel Durrance 1º voo espacial  |
| Especialista de carga 2  | Ronald Parise 1º voo espacial    | Ronald Parise 1º voo espacial    | Ronald Parise 1º voo espacial    |

Toda tripulação da STS-61-E seria formada apenas por astronautas da NASA.

## Tripulação Reserva
| Especialista de carga | Kenneth Hugh Nordsieck | Kenneth Hugh Nordsieck | Kenneth Hugh Nordsieck |

## Objetivos
A missão Astro-1  estava planejada para transportar no compartimento de carga do Columbia um conjunto de telescópios. O objetivo da Astro-1 era pesquisar e mensurar a radiação ultravioleta (UV) de objetos celestes como planetas, estrelas, aglomerados estelares, galáxias, quasares, nuvens de poeira e gás e o meio interestelar. Um dos principais alvos da missão era observar o Cometa Halley, que estava próximo de seu periélio e no maior brilho, no espectro visível, utilizando um par de "wide-field cameras" (câmeras de grande angular) e com outros instrumentos a bordo do Astro-1 na faixa UV .
Cancelada após o desastre do Challenger na missão STS-51-L, e posteriormente  lançada, com uma nova configuração dos instrumentos astronômicos, como missão STS-35 em 2 de dezembro de 1990.

## Referência
1. ↑  «Space Shuttle Shedule 1986» (PDF). Flight International. Consultado em 28 de fevereiro de 2008
2. ↑  «'86 declared year of space science» (PDF). Space News Roundup. Consultado em 5 de março de 2008